# Дорвижи
«Дорвижи» (удм. Дорвыжы, дослівний переклад: «дор» («родина», «образ») та «вижи» («покоління», «корені»)) — удмуртський літературний національний епос. Первинно він був зведений та записаний російською мовою Михайлом Худяковим в 1920-х роках під назвою «Пісня про удмуртських богатирів» (рос. Песнь об удмуртских батырах). Твір базувався на фольклорних роботах М. Первухіна, Г. Потаніна, Б. Гаврилова, Б. Мункачі, Кузебая Герда (К. Чайникова) та О. Спицина. На побудову твору вплинула структура фінського епосу «Калевала». 2004 року епос було перекладено удмуртською мовою під заголовком «Дорвижи» В. M. Ванюшевим, у 2009 році — фінською з віршовим розміром «Калевали».
«Дорвижи» — це суміш міфів та історії, переказ діянь таких героїв, як Ожмег, Докія та син Донді. Основними богами у цьому епосі є бог неба Інмар, бог землі Килдисін та бог погоди Куазь. Епос також згадує сусідні народи (татари, марійці), а також географічні місцевості (річки Чепца, Кільмезь).

## Структура
«Дорвижи» складається з 10 пісень (канто) зі вступом (вступними словами):
- Вступні слова (удм. Кутскон)
- 1-а пісня: «Інмар, Килдисін та Куазь» (удм. Инмар, Кылдысин но Куазь)
- 2-а пісня: «Зерпалс» (удм. Зэрпалъёс)
- 3-я пісня: «Рік Килдисіна» (удм. Кылдысин даур)
- 4-а пісня: «Утрачене щастя» (удм. Ыштэм шуд)
- 5-а пісня: «Воршуд» (удм. Воршуд)
- 6-а пісня: «Дондинські богатирі» (удм. Дондылпал батыръёс)
- 7-а пісня: «Калмезькі богатирі» (удм. Калмез батыръёс)
- 8-а пісня: «Битва з марійцями» (удм. Пöръёсын нюръяськон)
- 9-а пісня: «Книга предків» (удм. Выжы книга)
- 10-а пісня: «Часи прийдешні» (удм. Вyoнo вакымъёс)